# Vladimír Počta
Vladimír Počta (* 6. března 1954) je bývalý český fotbalista, brankář.

## Fotbalová kariéra
V československé lize chytal za TJ Sklo Union Teplice. Nastoupil ve 44 ligových utkáních. Do Teplic přišel v lednu 1979 ze Spartaku Ústí nad Labem. Po skončení aktivní kariéry působil v Teplicích jako asistent a trenér brankářů.

## Ligová bilance
| Ročník                                   | Zápasy | Góly | Klub                   |
| ---------------------------------------- | ------ | ---- | ---------------------- |
| Česká národní fotbalová liga 1978/79     | -      | 0    | Spartak Ústí nad Labem |
| 1. československá fotbalová liga 1978/79 | 15     | 0    | TJ Sklo Union Teplice  |
| Česká národní fotbalová liga 1981/82     | 30     | 0    | TJ Sklo Union Teplice  |
| Česká národní fotbalová liga 1982/83     | 24     | 0    | TJ Sklo Union Teplice  |
| 1. československá fotbalová liga 1983/84 | 29     | 0    | TJ Sklo Union Teplice  |
| Česká národní fotbalová liga 1984/85     | 17     | 0    | TJ Sklo Union Teplice  |
| Česká národní fotbalová liga 1985/86     | 28     | 0    | TJ Sklo Union Teplice  |
| Česká národní fotbalová liga 1986/87     | 27     | 0    | TJ Sklo Union Teplice  |
| Česká národní fotbalová liga 1987/88     | 12     | 0    | TJ Sklo Union Teplice  |
| Česká národní fotbalová liga 1988/89     | 13     | 0    | TJ Sklo Union Teplice  |
| CELKEM 1. liga                           | 44     | 0    |                        |